# Paul Julius Reuter
Paul Julius Reuter (Kassel, 1816. július 21. – Nizza, 1899. február 25.) német születésű, később brit állampolgárságú sajtóvállalkozó, a ma is működő Reuters hírügynökség alapítója.

## Ifjúsága
Paul Julius Reuter (Israel Bere Josafat néven) Kasselban egy rabbi fiaként látta meg a napvilágot. Felnőve nagybátyja göttingeni bankjában dolgozott tisztviselőként.
A város egyetemén ebben az időben folytatta kísérleteit az elektromos távíróval Carl Friedrich Gauss, a híres matematikus és fizikus. A kísérletek felkeltették az ifjú tisztviselő figyelmét is, elsősorban az a kérdés foglalkoztatta, hogy miként lehet az eszköz segítségével felgyorsítani az információk áramlását a világban.
1845. október 29-én Londonba költözött, ahol Joseph Josephatnak nevezte magát, majd november 18-án a Szent György lutheránus kápolnában megkeresztelkedett, és felvette a Paul Julius Reuter nevet, majd hét nappal később ugyanebben a templomban megházasodott. Feleségétől, Maria Elizabeth Clementine Magnustól négy gyermeke – Herbert, George, André és Clementine Maria – született.

## Korai vállalkozásai
1846-ban visszatért szülőföldjére, és egy berlini könyvesbolt (Reuter and Stargardt) résztulajdonosa lett, valamint csatlakozott egy kisebb kiadóhoz. Több politikai pamfletje miatt, a hatalom nyomására távoznia kellett. Párizsba költözött, ahol pénzügyi híreket és újságcikkeket fordított németre, és a kivonatokat német nyelvterületre küldte. Vállalkozása hamar tönkrement, ezután a világ első hírügynöksége, az Agence Havas munkatársa lett.
Az évtized fordulóján Aachenbe, a német kábelvonal végpontjára költözött, és hírügynökséget alapított. Híreit postagalambok szállították Brüsszel és Aachen között, így pótolva a hiányzó távíró-összeköttetést Párizs és Berlin között. A postagalambok gyorsabbak voltak, mint a vonatok, így hamarabb érkeztek meg a tőzsdei információkkal. Vállalkozása 1851-ben ismét megbukott, amikor megépült az addig hiányzó távírószakasz.

## A Reuters

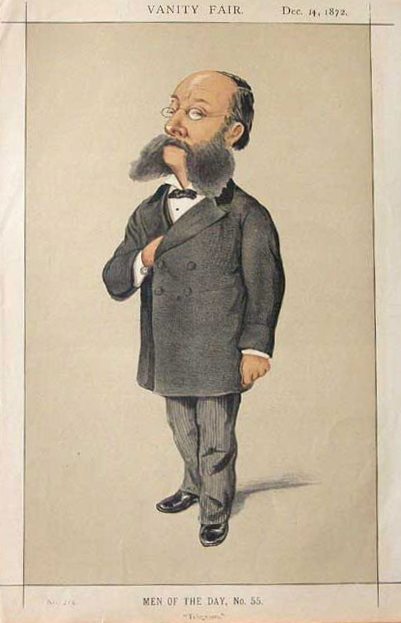
Julius Reuter a Vanity Fairben

1851-ben Londonba költözött, ahol október 10-én telegráfirodát nyitott a tőzsde közelében. Fő tevékenysége az üzleti hírek továbbítása volt London és Párizs között a La Manche-csatorna fenekén futó kábelen, előfizetői elsősorban bankárok, vállalkozók voltak. Később a távíróvonalakat követve terjeszkedett.
1857. március 17-én brit állampolgár lett. Wikireut 1858-tól angol újságok, köztük a London Times is előfizettek szolgáltatásaira. Ügynöksége a gazdasági, pénzügyi és politikai hírek mellett egyre több más kategóriájú információt is feldolgozott.
Az ügynöksége által szállított számos exkluzív információ jelentősen növelte Reuter ismertségét. 1861-ben Lord Palmerston miniszterelnök bemutatta őt Viktória brit királynőnek.
Az általa vezetett hírügynökség jelentős tettei közé tartozik III. Napóleon francia császár 1859-es háborús beszédének tudósítása, Abraham Lincoln amerikai elnök 1865-ös meggyilkolása hírének mindenki mást megelőző bejelentése Londonban. 1866-ban a Reuter által vezetett ügynökség kábelt fektetett Cork és Crookhaven között.
Az Amerikából tengeri úton érkező küldeményeket még a tengeren feldolgozták, és a saját távíróvonalnak köszönhetően órákkal hamarabb eljuttatták a hírt az előfizetőkhöz, mint ahogy a hajó befutott Liverpoolba.
1871-ben bárói rangot kapott a szász-koburg-gothai hercegtől, címét a brit uralkodó is elismerte. Cégét 1878-ig irányította. Nyugalomba vonulása után Nizza városába, saját villájába költözött, ahol 1899. február 25-én hunyt el. Londonban, a West Norwood temetőben nyugszik.

## Érdekességek
- A Reuters hírügynökség 1999. február 25-én, alapítója halálának századik évfordulóján egyetemi díjat alapított Németországban Paul Julius Reuter emlékére.
- 1940-ben A Dispatch from Reuters címmel filmet forgattak az életéről. Paul Julius Reuter szerepét Edward G. Robinson játszotta.[6]